# Xã Burdell, Michigan
Xã Burdell (tiếng Anh: Burdell Township) là một xã thuộc quận Osceola, tiểu bang Michigan, Hoa Kỳ. Năm 2010, dân số của xã này là 1.331 người.